# Scratch Perverts
The Scratch Perverts ist eine Gruppe von Turntablism-DJ's aus London, England. Das derzeitige Duo besteht aus den Gründungsmitgliedern DJ Prime Cuts und Tony Vegas. Sie gelten allgemein als einer der besten und einflussreichsten Turntablisten aller Zeiten. Sie haben unzählige Techniken erfunden und radikale Neuerungen bei der Entwicklung der Fähigkeiten und der Möglichkeiten hervorgebracht, die auf einen Plattenteller zu erreichen sind.

## Biografie
The Scratch Perverts wurde im Jahr 1996 von den DJs Tony Vegas, Prime Cuts und Plus One gegründet. Zuvor gab es einen Zusammenschluss von DJs, die noch keinen festen Crewnamen nutzten und sich manchmal Scratch Perverts nannten. Diese waren Tony Vegas, DJ Renegade, First Rate und Mr. Thing. Die Crew schloss sich daraufhin mit der Allies DJ crew zusammen die aus den DJs  Prime Cuts, Harry Love, Killa Kela und Plus One bestanden. Die Gruppe gab sich den festen Namen Perverted Allies. Nachdem die Gruppe Anfang 2000 auseinanderbrach, bildeten Tony Vegas zusammen mit Prime Cuts und Plus One ein neues Kollektiv und sie gaben sich Scratch Perverts als festen Namen. 2004 gründeten sie ihr eigenes Label mit dem Namen Scratch Perverts Records. Bisher wurde darüber jedoch nur eine Single veröffentlicht. Die darauf folgenden Veröffentlichungen wurden wieder über Fremdlabels vertrieben.
Aktuell (2019) bestehen die Scratch Perverts nur noch aus Tony Vegas und Prime Cuts.

## Titelgewinne
Die Scratch Perverts haben mehrere Titel bei Scratch-Meisterschaften, sowohl als Gruppe als auch unabhängig voneinander, gewonnen.
Die Gruppe hat zweimal in Folge den DMC-Team-World-Cup gewonnen und ihn 2 Jahre später, als Perverted Allies, erneut gewonnen. Plus wurde 2001 DMC World Champion und wurde ein Jahr zuvor Vestax Turntable Champion. Tony Vegas ist zudem zweimaliger ITF World Scratch Champion.

## Diskografie
Alben
- 2000 – The Cleaner – Rawkus, HHC Magazine

Singles
- 2004 – Come get it – Scratch Perverts Records
- 2007 – Stand By – Super Charget

DJ-Mix Alben
- 1998 – B Boys Revenge – History In The Makin – X-Treme Records
- 2001 – Mad Skillz + Space – Space (Tape, Eigenvertrieb)
- 2003 – Badmeaningood Vol. 4 – Ultimate Dilemma
- 2004 – Essential Mix – Kein Label
- 2005 – FabricLive. 22 – Fabric
- 2005 – Fabric Big Issue CD – Fabric, Big Issue
- 2007 – Watch The Ride – Harmless
- 2007 – TC Evolution (CD2) – D-Style Recordings
- 2009 – Beatdown – Fabric
- 2010 – Mixed... Scratch Perverts – Ministry Of Sound

## Filmografie
- 1999 – I.T.F. World Championships 1998 – Kein Label
- 2000 – Technics World DJ Team Championship 1999 – DMC
- 2000 – Thud Rumble: The Main Event (5 Unforgettable Knockout Rounds!) – Thud Rumble
- 2000 – Turntablist Extravaganza: DJ Competition World Final 2000 Tokyo Vol.2 – Vestax